# Kaštel Štafilić
Kaštel Štafilić je naselje na Hrvaškem, ki upravno spada pod mesto Kaštela; le-ta pa spada pod Splitsko-dalmatinsko županijo.

## Zgodovina
Kraj je dobil ime po Trogirčanu Stjepanu Stafileu, ki je leta 1500 na otočku
postavil utrjen grad in ga s premičnim mostom povezal s kopnim. Iz tega obdobja je ohranjeni obrambni stolp. V naselju stoji renesančno-baročna cerkev postavljena v 18. stoletju in dvorec družine Pera. V neposredni bližini naselja je nedokončan obrambni stolp z imenom Kula Nehaj, ki ga je leta 1548 postavila splitska družina Papelić.

## Demografija
| Pregled števila prebivalcev po letih | Pregled števila prebivalcev po letih | Pregled števila prebivalcev po letih | Pregled števila prebivalcev po letih | Pregled števila prebivalcev po letih | Pregled števila prebivalcev po letih | Pregled števila prebivalcev po letih | Pregled števila prebivalcev po letih | Pregled števila prebivalcev po letih | Pregled števila prebivalcev po letih | Pregled števila prebivalcev po letih | Pregled števila prebivalcev po letih | Pregled števila prebivalcev po letih | Pregled števila prebivalcev po letih | Pregled števila prebivalcev po letih |
| ------------------------------------ | ------------------------------------ | ------------------------------------ | ------------------------------------ | ------------------------------------ | ------------------------------------ | ------------------------------------ | ------------------------------------ | ------------------------------------ | ------------------------------------ | ------------------------------------ | ------------------------------------ | ------------------------------------ | ------------------------------------ | ------------------------------------ |
| 1857                                 | 1869                                 | 1880                                 | 1890                                 | 1900                                 | 1910                                 | 1921                                 | 1931                                 | 1948                                 | 1953                                 | 1961                                 | 1971                                 | 1981                                 | 1991                                 | 2001                                 |
| 644                                  | 655                                  | 657                                  | 717                                  | 820                                  | 890                                  | 1014                                 | 934                                  | 985                                  | 1129                                 | 1269                                 | 1398                                 | 1625                                 | 2014                                 | 2650                                 |